# Рума (національний парк)
Національний парк Рума — заснований 1983 року. Займає територію близько 120 км², розташований на заході Кенії поблизу озера Вікторія в провінції Ньянза. У цьому парку багато тварин та особливо птахів (понад 400 видів).

## Клімат
Клімат вологий та сухий. Сухий сезон припадає на червень-жовтень чи січень-лютий, сезон дощів із квітня по червень. Пік опадів припадає на квітень, серпень та листопад. Середньорічна кількість опадів 1200—1600 мм.

## Фауна
У парку мешкають чорні носороги, жирафи, імпали, африканські буйволи, чорношийна чапля, та багато інших. Головна охоронювана тварина — чала антилопа.Це єдине місце у Кенії, де можна зустріти цей вид антилопи. Через значний рівень браконьєрства в парку, популяція тварин сильно скоротилась, і зменшилась до менше ніж 20 особин. Проте сьогодні запроваджено програму охорони цього виду у Кенії.